# Nice Volley-Ball 2020-2021
Questa voce raccoglie le informazioni riguardanti il Nice Volley-Ball nelle competizioni ufficiali della stagione 2020-2021.

## Organigramma societario
Area direttiva
- Presidente: Alain Griguer

Area tecnica
- Allenatore: Ratko Periš
- Allenatore in seconda: Fabrice Chalendar

## Rosa
| N° | Nome               | Ruolo | Data di nascita   | Nazionalità sportiva |
| -- | ------------------ | ----- | ----------------- | -------------------- |
| 1  | Daulton Sinoski    | C     | 7 aprile 1997     | Canada               |
| 2  | Loïc Zanus-Fortes  | C     | 18 gennaio 2001   | Francia              |
| 3  | Jérôme Clère       | S     | 2 agosto 1990     | Francia              |
| 4  | Gojko Ćuk          | C     | 10 ottobre 1988   | Bosnia ed Erzegovina |
| 5  | Héctor Salerno     | S     | 18 giugno 1991    | Venezuela            |
| 7  | Jelle Ribbens      | L     | 17 marzo 1992     | Belgio               |
| 8  | Matthieu Mouezy    | P     | 8 febbraio 2000   | Francia              |
| 9  | Marin Đukić        | S     | 7 giugno 2000     | Belgio               |
| 10 | William Le Thuc    | L     | 10 settembre 1995 | Francia              |
| 11 | Markkus Keel       | P     | 18 agosto 1995    | Estonia              |
| 12 | Rodney Ken-Ah-Kong | C     | 10 luglio 1987    | Seychelles           |
| 13 | Leo Andrić         | O     | 20 luglio 1994    | Croazia              |
| 14 | Matías Giraudo     | P     | 13 marzo 1998     | Argentina            |
| 16 | Hugo Mora          | P     | 7 dicembre 2001   | Francia              |
| 17 | Marin Bigler       | S     | 23 gennaio 1999   | Francia              |
| 20 | Miloš Terzić       | S     | 13 giugno 1987    | Serbia               |